# Грицайчук Микола Васильович
Мико́ла Васи́льович Грицайчу́к — підполковник Збройних сил України.
2004 року закінчив Львівський військовий інститут, спеціальність «автомобілі та автомобільне господарство».
Начальник автомобільної служби, 80-та окрема аеромобільна бригада. На фронті з квітня 2014-го, брав участь у боях за Слов'янськ, два тижні — в оточеному Луганському аеропорту. 28 липня під Лутугиним зазнав кульового поранення у ліву ногу, від евакуації відмовився; за декілька днів, 3 серпня — осколкового, в Луганському аеропорту, снаряд розірвався над головою. З аеропорту рушили на 2-х вантажівках «Урал», вивезли сім поранених. Восени у військовика виявили гепатит С. Витягли 4 осколки, 1 лишився.

## Нагороди
За особисту мужність і героїзм, виявлені у захисті державного суверенітету та територіальної цілісності України, вірність військовій присязі під час російсько-української війни, відзначений — нагороджений
- 8 вересня 2014 року — медаллю За військову службу
- 27 червня 2015 року — орденом Богдана Хмельницького III ступеня.